# 福井市足羽小学校
福井市足羽小学校（ふくいし あすわしょうがっこう）は、福井県福井市足羽3丁目にある公立小学校。

## 沿革
- 1872年（明治5年）11月 - 立矢新（運正寺内）創立。常磐校（孝顕寺内）創立。
- 1887年（明治20年）4月 - 福井県足羽郡第7番尋常科、簡易科足羽小学校となる。
- 1889年（明治22年）4月 - 福井市制が敷かれ、福井市足羽尋常小学校と改称。
- 1895年（明治28年）11月 - 校地を足羽上町（百段坂下清水）に定め、新校舎着工
- 1896年（明治29年）6月 - 新校舎落成。立矢・常磐両校統合移転。
- 1925年（大正14年）4月 - 児童数増加のため校下分割を実施し、足羽西尋常高等小学校を新設。
- 1928年（昭和3年）4月 - 羽西尋常高等小学校を福井第一尋常高等小学校と改称。
- 1941年（昭和16年）4月 - 国民学校令施行により、足羽国民学校と改称。福井第一尋常高等小学校を明林国民学校と改称。
- 1945年（昭和20年）7月 - 福井空襲のため足羽・明林両国民学校とも焼失。
- 1946年（昭和21年）4月 - 足羽・明林両国民学校を現在地に統合し、福井市立矢国民学校と改称。
- 1947年（昭和22年）4月 - 学制改革（新学制）施行により、福井市立矢小学校と改称。
- 1948年（昭和23年）4月 - 校名変更により福井市足羽小学校と改称。校舎1棟竣工。
- 1949年（昭和24年）11月 - 校舎2階建1棟及び付属廊下落成。
- 1950年（昭和25年）7月 - 講堂1棟及び西便所増築落成。
- 1955年（昭和30年）6月 - 校舎2階建4教室及び付属廊下増築落成。
- 1957年（昭和32年）5月 - 職員室及び2教室、職員玄関増築落成。
- 1958年（昭和33年）5月 - 給食室及び諸設備完成。
- 1959年（昭和34年）4月 - 2階建2教室、放送室完成
- 1961年（昭和36年）11月 - 校歌制定し、発表会開催。
- 1963年（昭和38年）1月 - 「三八豪雪」のため、臨時休業の措置を採った（8日間）。
- 1968年（昭和43年）3月 - 鉄筋校舎9教室竣工。
- 1971年（昭和46年）8月 - 鉄筋校舎（第2期工事）落成。
- 1972年（昭和47年）
  - 7月 - プール落成。
  - 11月 - 足羽小学校創立100周年記念式典挙行。記念展覧会と学習発表会開催。
- 1973年（昭和48年）10月 - 鉄筋校舎（第3期工事）落成。
- 1976年（昭和51年）3月 - 職員玄関、児童玄関落成。
- 1977年（昭和52年）4月 - 特殊学級「たちばな」学級新設。
- 1982年（昭和57年）3月 - 体育館完成、記念式典挙行。
- 1990年（平成2年）3月 - 児童玄関前庭竣工式。南校舎内装工事。
- 1999年（平成11年）8月 - 体育館床塗装工事。
- 2000年（平成12年）4月 - コンピューター室完備。
- 2007年（平成19年）2月 - 南校舎耐震補強工事完了。
- 2008年（平成20年）12月 - 中校舎耐震補強工事完了。
- 2010年（平成22年）4月 - 北校舎耐震補強工事完了。
- 2013年（平成25年）6月 - 普通教室エアコン設置工事完了。
- 2014年（平成26年）11月 - 東渡り廊下、北・中校舎間耐震補強。
- 2016年（平成28年）
  - 4月 - あじさい児童館移転に伴うパソコン室移動。
  - 8月 - 体育館窓ガラス飛散防止工事。
- 2018年（平成30年）10月 - 体育館屋根塗装工事。
- 2019年（平成31年）3月 - プールブロック塀撤去・フェンス設置。

## 服装
足羽小学校には制服が存在しないため、私服での登校となっている。ただし、体操服は夏服・冬服とも指定のものが用意される。

## 学校周辺
- 足羽山
  - 足羽神社
  - 足羽山配水場
  - 自然史博物館
  - 継体天皇像
  - 福井放送送信所
  - ふたば茶屋
- 足羽山トンネル
- みどり幼稚園
- ひまわり保育園
- 市営立矢団地

## アクセス
- 北陸新幹線・ハピラインふくい線・えちぜん鉄道勝山永平寺線 福井駅より、京福バスの以下の路線に乗車。
  - 70系統（運動公園線）「有楽町」下車、約350 m。
  - すまいるバス西ルート（照手・足羽方面）「足羽二丁目」下車、約170 m。但し片方向循環のため、福井駅からの往路は福井駅への復路比で約10分多くかかる。
- 福井鉄道福武線 足羽山公園口駅より、足羽山トンネル経由で約1.0 km。
- E8 北陸自動車道 福井ICから、主に国道158号、福井県道・石川県道5号福井加賀線、福井県道6号福井四ヶ浦線経由 約6 km。